# Курково (Підляське воєводство)
Курково (пол. Kurkowo) — село в Польщі, у гміні Грабово Кольненського повіту Підляського воєводства.
Населення — 125 осіб (2011).
У 1975-1998 роках село належало до Ломжинського воєводства.

## Демографія
Демографічна структура станом на 31 березня 2011 року:
|          | Загалом | Допрацездатний вік | Працездатний вік | Постпрацездатний вік |
| -------- | ------- | ------------------ | ---------------- | -------------------- |
| Чоловіки | 67      | 16                 | 46               | 5                    |
| Жінки    | 58      | 14                 | 31               | 13                   |
| Разом    | 125     | 30                 | 77               | 18                   |